# Harapan Makmur (Pondok Kubang)
Harapan Makmur is een bestuurslaag in het regentschap Bengkulu Tengah van de provincie Bengkulu, Indonesië. Harapan Makmur telt 2095 inwoners (volkstelling 2010).